# Groß Kreutz (Havel)
Groß Kreutz (Havel) – gmina w Niemczech w kraju związkowym Brandenburgia, w powiecie Potsdam-Mittelmark.

## Geografia
Gmina Groß Kreutz położona jest pomiędzy miastami Poczdam i Brandenburg an der Havel, na trasie drogi krajowej B1.

## Dzielnice
W skład gminy wchodzą następujące dzielnice:

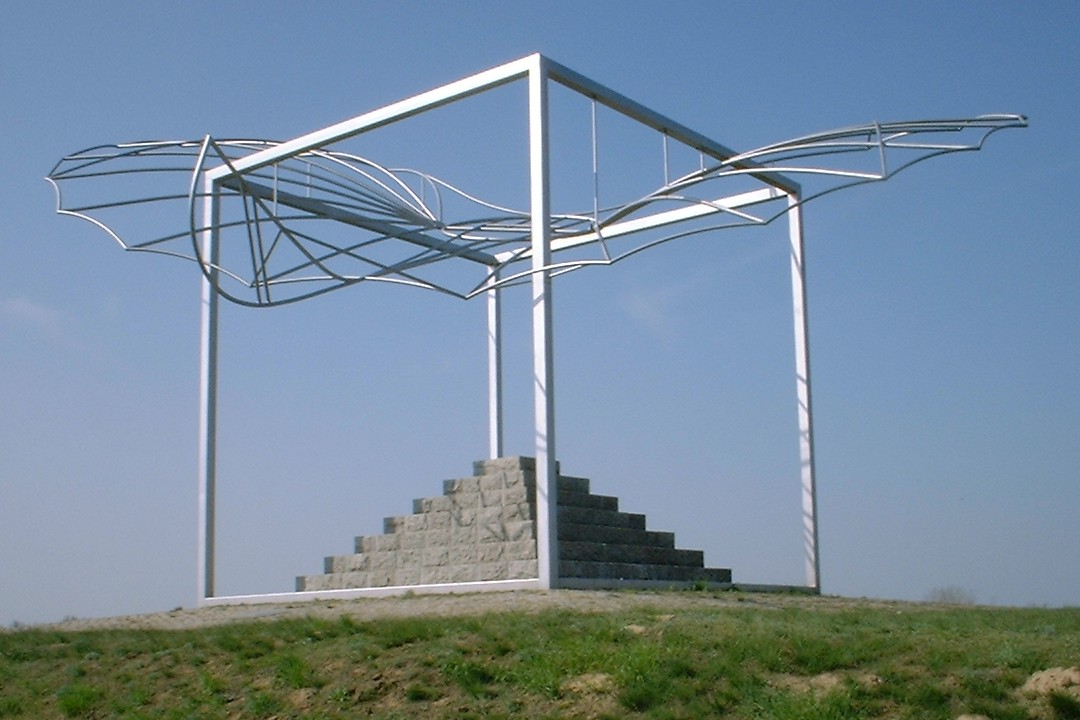
Pomnik w Krielow ku pamięci Otto Lilienthal

- Bochow
- Deetz
- Götz
- Groß Kreutz
- Jeserig
- Krielow
- Schenkenberg
- Schmergow